# Імператор Інґьо
Імператор Інґьо́ (яп. 允恭天皇, いんぎょうてんのう, інґьо тенно; 376 (?) — 8 лютого 453) — 19-й Імператор Японії, синтоїстське божество. Роки правління: грудень 412 — 8 лютого 453. Четвертий син імператора Нінтоку та його дружини Івано-хіме.

## Життєпис
Замолоду звався О-асацума Вакуго-но Сукуне. Після смерті брата — імператора Хандзея — у 410 році, з огляду на те, що останній не оголосив свого спадкоємця, міністри на зборах вирішили обрати наступником О-асацума Вакуго-но Сукуне, який став відомий як імператор Інґьо. Проте офіційне сходження у владу відбулося через 2 роки, оскільки Інґьо страждав на якусь хворобу ніг, що мали паралізуючий характер. Лише у серпні 414 року його віликував корейський лікар з держави Сілла. 
У 415 році реформував систему аристократичних сімейних і кланових імен. Це була постійна проблема, оскільки багато родин або давали фальшиві імена, або використовували титул клану з рангом, якого вони не заслужили.  У той час незнатне населення зберігало свої старі особисті імена. 416 року відбувся потужний землетрус, що змусив перервати проведення усіх офіційних ритуалів. 
434 року призначив старшого сина принца Кінаші но Кару — спадкоємцем трону. Проте закріпленню цього статусу зашкодили звинувачення у інцестуальних стосунках з власною сестрою, принцесою Кару но Ойрацуме. Разом з тим остання була коханкою самого імператора Інґьо, власного батька. Зрештою принцесу відправлено до провінції Ійо.
451 року відправив посольство до китайської держави Лю Сун (в тамтешніх джерелах Інґьо названо Цзі). Було встановлено політичні та культурні відносини з імператором Вень-ді. Японські посли привезли до Японії календар юаньцзялі, який отримав назву генкарекі. З цього часу починається так звана точна хронологія панування японських імператорів. 
Від своєї дружини Ошісака но Онакацухіме мав 9 дітей (5 синів і 4 дочки). Після смерті 453 року Інґьо почалася запекла боротьба між кланами Кацурагі (Кадуракі) та Хегурі (Пегурі). Перший підтримував офіційного спадкоємця Кару, а другий — Анахо. Зрештою перемогу здобув останній, що став відомий як імператор Анко.

## Цікавинка
Єдиний з імператорів, хто взяв в наложниці власну доньку Кару-но (відому також як Ото-піме або Сотопосі-но опокімі), оскільки остання офіційно була верховною жрицею. Щоб приховати цей зв'язок її було оголошено молодшою сестрою імператриці Осікако-но Онакацу-хіме, яка насправді була матір'ю Кару-но. 
| Прапор Японії | Це незавершена стаття про Японію. Ви можете допомогти проєкту, виправивши або дописавши її. |